# Univerza v Novi Gorici
Univerza v Novi Gorici je zasebna univerza s sedežem v Novi Gorici.
Od leta 2022 je njen rektor Boštjan Golob.

## Zgodovina
Leta 1995 je bila ustanovljena Fakulteta za znanosti o okolju, podiplomska šola, ki sta jo ustanovila Mestna občina Nova Gorica in Institut "Jožef Stefan". Leta 1998 se je preoblikovala v Politehniko Nova Gorica, ki je leta 1999 ustanovila Primorski tehnološki park. 17. marca 2006 je Svet Republike Slovenije za visoko šolstvo potrdil Univerzo v Novi Gorici kot četrto slovensko univerzo in prvo slovensko zasebno univerzo. Leta 2015 je kot ustanovitelj UNG izstopil Znanstvenoraziskovalni centra SAZU, leta 2019 pa Občina Ajdovščina.

## Organiziranost

### Vodstvo
Trenutni rektor je Boštjan Golob s prorektorico za izobraževanje in umetnost (Penka Stateva) ter prorektorjem za trajnostni razvoj in tehnologije (Matjaž Valant).
Ostali organi so senat (predsednik Boštjan Golob), mednarodni svet, upravni odbor (predsednica Nataša Zabukovec Logar) in študentski svet (predsednica Magdalina Mihajlovska s Fakultete za vinogradništvo in vinarstvo).

### Zaposleni
Leta 2022 je UNG imela 177 redno in 28 dopolnilno zaposlenih, med njimi 108 doktorjev znanosti, 15 sodelavcev s statusom mladega raziskovalca, 26 sodelavcev z visoko izobrazbo ali magistrijem, 22 administrativnih sodelavcev, 3 knjižničarke, 1 vzdrževalec in 2 dve delavki v fotokopirnici. Od 47 tujih sodelavcev jih največ prihaja iz Italije.

## Financiranje
Univerza v Novi Gorici pridobiva sredstva za delovanje iz šolnin, finansiranja izobraževalnih programov in raziskovalnih projektov s strani Ministrstva za izobraževanje, znanost in šport in Javne agencije za znanstvenoraziskovalno in inovacijsko dejavnost Republike Slovenije, prihodkov s strani mednarodnih in industrijskih projektov ter donatorjev. V letu 2022 je Univerza v Novi Gorici za svoje delovanje pridobila približno 11.592 mio EUR sredstev. 

## Struktura študentov
Leta 2022 se je vpisalo 448 študentov, od tega 253 na dodiplomske študijske programe, 134 na magistrske študijske programe in 61 na doktorske študijske programe. Tuji študentje prihajajo iz 53 držav, največ iz Srbije, Severne Makedonije in BiH.

## Članice univerze
- Akademija umetnosti
- Fakulteta za humanistiko
- Fakulteta za naravoslovje
- Fakulteta za podiplomski študij
- Fakulteta za vinogradništvo in vinarstvo
- Fakulteta za znanosti o okolju
- Poslovno-tehniška fakulteta

## Raziskovalne ustanove
- Center za astrofiziko in kozmologijo
- Center za informacijske tehnologije in uporabno matematiko
- Center za kognitivna znanosti jezika
- Center za raziskave atmosfere
- Center za raziskave vina
- Laboratorij za fiziko organskih snovi
- Laboratorij za kvantno optiko
- Laboratorij za raziskave materialov
- Laboratorij za vede o okolju in življenju
- Raziskovalni center za humanistiko

## Ostale dejavnosti
- Študentska pisarna
- Mednarodna in projektna pisarna
- Karierni center
- Alumni klub

### Knjižnica
Poseduje okoli 24.937 monografskih publikacij, 50 naslovov tiskanih serijskih publikacij, 700 enot neknjižnega gradiva, ter e-izdaje znanstvenih publikacij. Svojim uporabnikom omogoča dostop do nekaterih baz podatkov.

### Založba
Deluje od leta 2001. Izdaja učbenike, strokovna in znanstvena dela. Do leta 2022 je izdala 58 naslovov publikacij.

## Podpora
- Fundacija Univerze v Novi Gorici

## Kritike
Nastajala je skoraj istočasno kot Univerza na Primorskem, tretja javna univerza, kar je videno kot dokaz regijske sprtosti. Obe sta majhni. UNG ima lahko na dolgi rok težave zaradi nizke kritične mase in razcepljenosti. Med študentsko populacijo izven novogoriške regije ima sloves zaslužkarske ustanove, ki sprejme vsakogar. Njeni študentje so kot slabosti omenili pomanjkanje namestitvenih kapacitet, slabe javne prometne povezave, pomanjkanje družabnih dogodkov in nezmožnost koriščenja bonov za študentsko prehrano v bližini fakultet v Vipavi in Ajdovščini.